# لینئوس (میزوری)
لینئوس (به انگلیسی: Linneus) یک شهر در ایالات متحده آمریکا است که در شهرستان لین، میزوری واقع شده‌است. لینئوس ۲٫۸۰ کیلومتر مربع مساحت و ۲۷۸ نفر جمعیت دارد و ۲۵۲ متر بالاتر از سطح دریا واقع شده‌است.